# Chalais (Valais)
Chalais (en alemán Schlei) es una comuna suiza del cantón del Valais, localizada en el distrito de Sierre. Limita al norte con la comuna de Sierre, al noreste con Chippis, al este y sureste con Anniviers, y al suroeste y oeste con Grône.